# 로버트 존슨 (잉글랜드의 작곡가)
로버트 존슨(Robert Johnson, 1583년 ~ 1634년 11월)는 영국의 류트 연주자 겸 작곡가였다.